# حصار الأكروبوليس (1826-1827)
```
شمل 
حصار الأكروبوليس
 في 1826-1827 إبان 
حرب الاستقلال اليونانية
 حصار 
أكروبوليس أثينا
، الحصن الأخير الذي لا يزال يحتفظ به المتمردون اليونانيون في 
وسط اليونان
، من قبل قوات 
الإمبراطورية العثمانية
.
[
1
]
```